# Eupogonius superbus
Eupogonius superbus är en skalbaggsart som först beskrevs av Fernando de Zayas 1975.  Eupogonius superbus ingår i släktet Eupogonius och familjen långhorningar.
Artens utbredningsområde är Kuba. Inga underarter finns listade i Catalogue of Life.